# Xander Straat
Xander Straat (1965) is een Nederlands acteur en theaterregisseur.

## Loopbaan
Straat studeerde aan de Theaterschool in Arnhem. Als acteur is Straat waarschijnlijk vooral bekend door zijn rol als meester Henk in de film Achtste-groepers huilen niet en als Wilco in de televisieserie De Afdeling. Ook speelde hij in de film Zwartboek en had hij verschillende bijrollen in andere televisieseries. Sinds 2010 houdt hij zich voornamelijk bezig met het regisseren van muziektheater.